# Спери, Тито

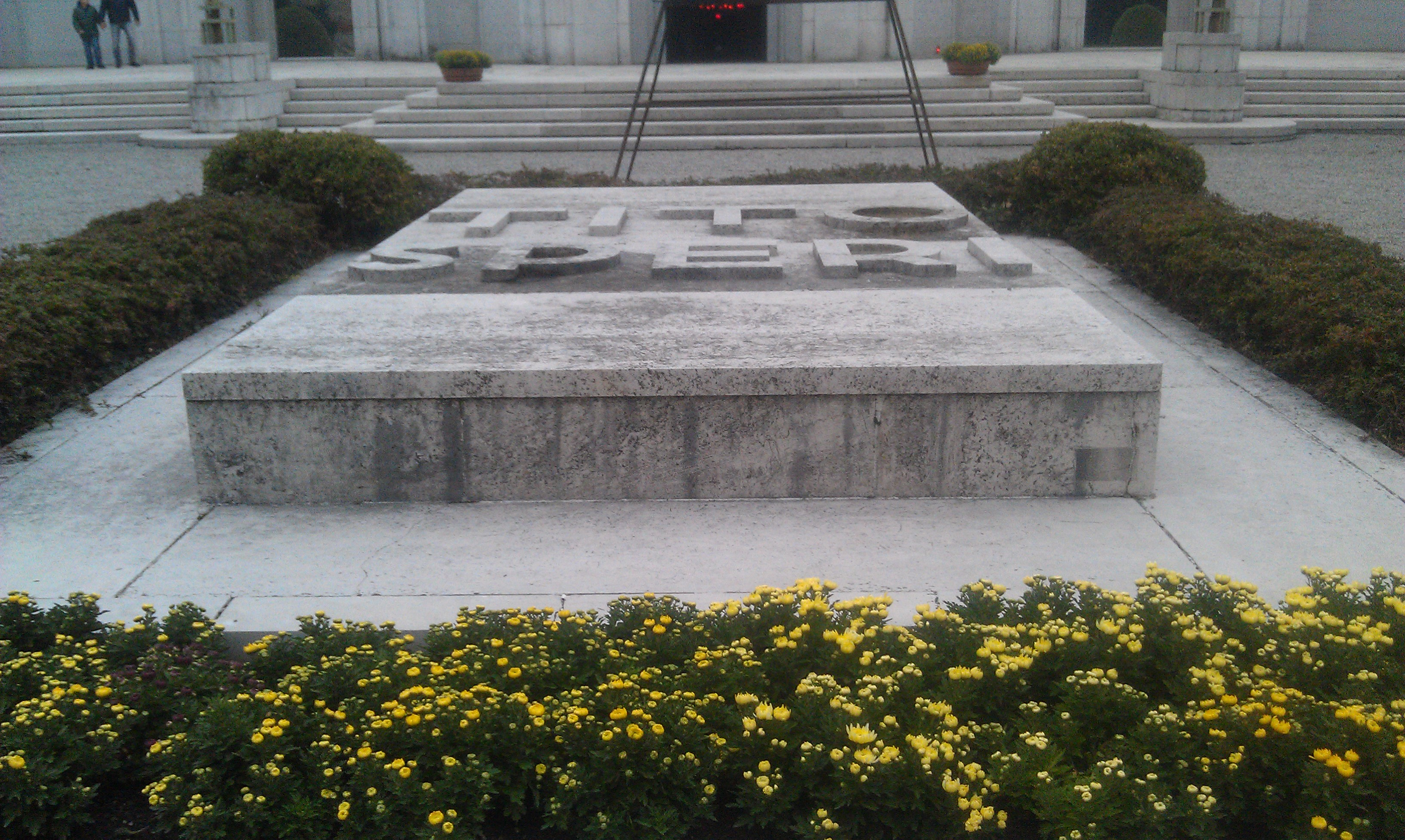
Могила Тито Спери на Монументальном кладбище Брешии

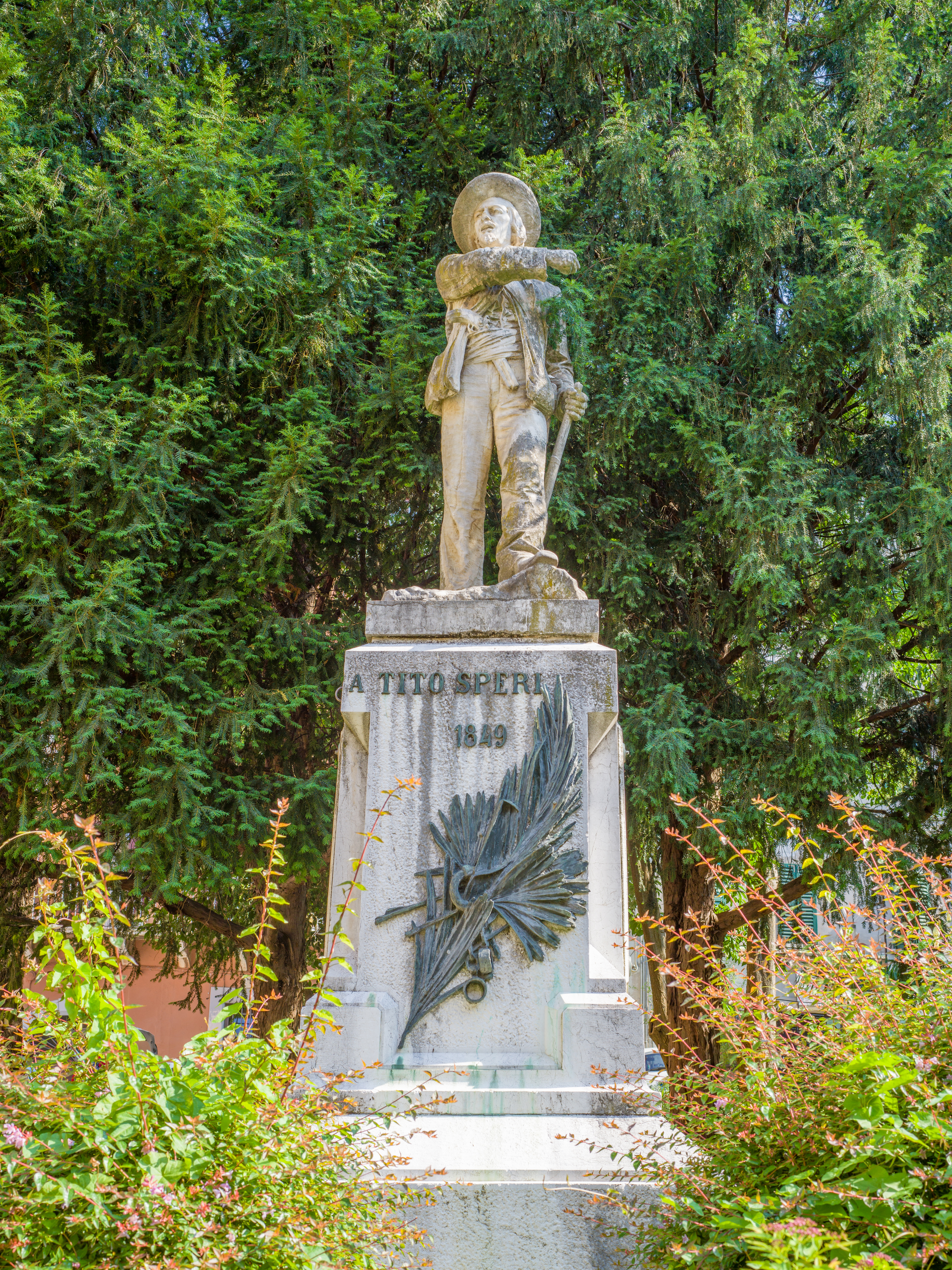
Памятник Тито Спери в Брешиа

Тито Спери (итал. Tito Speri; 2 августа 1825, Брешиа, Ломбардия — 3 марта 1853, Бельфьоре) — итальянский патриот и герой Рисорджименто.

## Биография
Родился в семье художника-реставратора, участника наполеоновских войн. От отца унаследовал ненависть к Габсбургской империи. В 1848 году добровольцем участвовал в первой итальянской войне за независимость.
После заключения перемирия вернулся в родной город, где стал готовить восстание против австрийцев. Воспользовавшись отбытием частей австрийской армии в Пьемонт, тайный комитет организовал вооруженное восстание в городе в 1849 году. Тито Спери в этот момент командовал обороной бывшей базарной площади, которая теперь носит его имя. Участвовал в нескольких вооруженных столкновениях, лично руководил военными действиями повстанцев Брешии против австрийцев.
Восставшие продержались десять дней, после чего Спери был вынужден бежать и скрываться в Швейцарии в Лугано, планируя
направиться в Турин, чтобы присоединиться к бунтовщикам под командованием Дж. Мадзини.
После объявления амнистии он вернулся в Брешию, но его заговорщическая деятельность была раскрыта, он был арестован по обвинению в организации заговора и заключён в замок Сан-Джорджо в Мантуе.
После вынесения приговора 3 марта 1853 года по приказу генерал-губернатора Ломбардо-Венецианского королевства, фельдмаршала Йозефа Радецкого Тито Спери был повешен в квадрилатеро.
Похоронен на Монументальном кладбище Брешии.

## Память
- В его честь названа площадь в Брешии, где в 1888 году ему установлен памятник.
- В его честь названы улицы, школы и другие учреждения в Брешии, Боттичино, Мантуе, Милане, Редзато и др.
- Имя патриота присвоено подводной лодке ВМФ Италии.